# Fantasia concertante sur un thème de Corelli
La Fantasia concertante sur un thème de Corelli est un concertino pour deux violons, violoncelle et double orchestre à cordes de Michael Tippett. Composée pour une commande du Festival d'Édimbourg à l'occasion du tricentenaire de la naissance de Corelli, elle fut créée en aout 1953 sous la direction du compositeur. Le thème provient du premier mouvement du Concerto grosso en fa op. 6 no 2  d'Arcangelo Corelli. L'œuvre est en un mouvement constitué de sept variations.

## Analyse de l'œuvre
1. Variation I
2. Variation II
3. Variation III
4. Variation IV
5. Variation V
6. Variation VI
7. Variation VII